# تاودموت
تاودموت بلدية جزائرية في ولاية سيدي بلعباس شمال غرب الجزائر.